# 卡尔·达维多夫
卡尔·尤利耶维奇·达维多夫（俄語：Карл Юльевич Давыдов，1838年3月15日—1889年2月26日），俄国大提琴家、作曲家。曾在莱比锡音乐学院学习，后主要演奏大提琴，偶尔作曲，并曾担任圣彼得堡音乐学院院长。达维多夫是当时世界上水平最高的大提琴家之一，柴可夫斯基称他为“大提琴沙皇”。
达维多夫于1870年获得的一把斯特拉迪瓦里大提琴，因為其本人的知名度，后世多以“达维多夫斯特拉迪瓦里”稱呼這把琴，这把琴后来的主人包括杰奎琳·杜普蕾和马友友。他的著名音乐创作包括四部大提琴协奏曲。